# Білокаменний
Білока́менний (рос. Белокаменный) — селище у складі Асбестівського міського округу Свердловської області.
Населення — 1932 особи (2010, 2033 у 2002).
Національний склад станом на 2002 рік: росіяни — 91 %.